# Persoonlijk hoogleraar
Een persoonlijk hoogleraar is een hoogleraar die vanwege uitzonderlijke onderzoekscapaciteiten tijdelijk benoemd is aan een Nederlandse universiteit en wiens leerstoel gefinancierd wordt door de universiteit. 
Het verschil met een gewoon hoogleraar is dat de tweede een structurele positie bezet - dat wil zeggen dat bij vertrek van de gewoon hoogleraar een ander op deze positie wordt benoemd. Een persoonlijk hoogleraarschap is daarentegen persoonsgebonden en wordt bij vertrek van de hoogleraar niet opgevuld. Een persoonlijk hoogleraarschap geldt voor de duur van vijf jaar. Een persoonlijk hoogleraar heeft wel een leeropdracht, houdt zich ook bezig met onderzoek, kan onderwijs geven en promovendi begeleiden maar heeft geen vakgroep.